# Campeonato de Primera División C 1971 (Argentina)
El Campeonato de Primera División C 1971 fue la trigésima séptima temporada del certamen de la tercera categoría del fútbol argentino. Se disputó entre el 6 de marzo y el 11 de diciembre de 1971.
Los nuevos participantes fueron Almagro, Liniers y Tigre, descendidos de la Primera B 1970 y Defensores de Almagro, campeón de la Ronda Final de la Primera Aficionados 1970.
El certamen consagró campeón por primera vez a Almagro, que obtuvo el ascenso. Por su parte, Tigre obtuvo el segundo ascenso como subcampeón. De esta manera, ambos equipos retornaron rápidamente a la segunda categoría del fútbol argentino.

## Ascensos y descensos
| Pos.     | Ascendidos de la Primera C 1970 |
| -------- | ------------------------------- |
| 1º Recl. | Talleres (RE)                   |

| Pos.         | Descendidos de la Primera B 1970 |
| ------------ | -------------------------------- |
| 3º Recl. B-C | Almagro                          |
| 4º Recl. B-C | Liniers                          |
| 9º Recl.     | Tigre                            |

| Pos. | Ascendidos de la Primera Aficionados 1970 |
| ---- | ----------------------------------------- |
| 1º   | Defensores de Almagro                     |

| Pos. | Descendidos de la Primera C 1970 |
| ---- | -------------------------------- |
| 6º B | Defensores de Cambaceres         |
| 7º A | Barracas Central                 |
| 7º B | Sportivo Palermo                 |

## Formato
Los equipos se enfrentaron bajo el sistema de todos contra todos a 2 ruedas. El equipo con mayor puntaje se consagró campeón y obtuvo el primer ascenso, mientras que el subcampeón obtuvo el segundo ascenso.
Los equipos posicionados en los dos últimos lugares de la Tabla de posiciones descendieron a la Primera Aficionados.

## Equipos participantes
| Equipo                | Ciudad            | Estadio              |
| --------------------- | ----------------- | -------------------- |
| Almagro               | José Ingenieros   | Tres de Febrero      |
| Argentino de Quilmes  | Quilmes           | Argentino de Quilmes |
| Argentino de Rosario  | Rosario           | José Martín Olaeta   |
| Brown de Adrogué      | Adrogué           | Brown de Adrogué     |
| Central Córdoba (R)   | Rosario           | Central Córdoba (R)  |
| Colegiales            | Munro             | Malaver y Posadas    |
| Comunicaciones        | Buenos Aires      | Comunicaciones       |
| Defensores de Almagro | Buenos Aires      | No posee             |
| Defensores Unidos     | Zárate            | Gigante de Villa Fox |
| Deportivo Riestra     | Buenos Aires      | Riestra y Lacarra    |
| Dock Sud              | Dock Sud          | De Los Inmigrantes   |
| El Porvenir           | Gerli             | Enrique de Roberts   |
| Fénix                 | Buenos Aires      | Concepción Arenal    |
| Ferrocarril Midland   | Libertad          | Ciudad de Libertad   |
| Flandria              | Jáuregui          | Carlos V             |
| J.J. Urquiza          | Caseros           | Kelsey y Bonifacini  |
| Leandro N. Alem       | General Rodríguez | Leandro N. Alem      |
| Liniers               | Buenos Aires      | No posee             |
| Luz y Fuerza          | Ituzaingó         | Luz y Fuerza         |
| Sarmiento de Junín    | Junín             | Eva Perón            |
| Sportivo Italiano     | Bella Vista       | No posee             |
| Tigre                 | Victoria          | Guido y Spano        |
| Villa Dálmine         | Campana           | Mitre y Puccini      |

### Distribución geográfica de los equipos
| Región                                   | Cant. | Equipos |
| ---------------------------------------- | ----- | --- |
| Conurbano bonaerense                     | 11    | Almagro, Argentino de Quilmes, Brown de Adrogué, Colegiales, Dock Sud, El Porvenir, Ferrocarril Midland, J.J Urquiza, Luz y Fuerza, Sportivo Italiano y Tigre |
| Interior de la provincia de Buenos Aires | 5     | Defensores Unidos, Flandria, Leandro N. Alem, Sarmiento de Junín y Villa Dálmine                                                                              |
| Ciudad de Buenos Aires                   | 4     | Defensores de Almagro, Deportivo Riestra, Fénix y Liniers |
| Ciudad de Rosario                        | 2     | Argentino (R) y Central Córdoba (R) |

## Tabla de posiciones
| Pos. | Equipo                | Pts. | PJ | PG | PE | PP | GF | GC  | Dif. |
| ---- | --------------------- | ---- | -- | -- | -- | -- | -- | --- | ---- |
| 1.º  | Almagro               | 65   | 42 | 30 | 5  | 7  | 97 | 37  | 60   |
| 2.º  | Tigre                 | 60   | 42 | 25 | 10 | 7  | 66 | 33  | 33   |
| 3.º  | Argentino de Rosario  | 57   | 42 | 25 | 7  | 10 | 79 | 48  | 31   |
| 4.º  | Central Córdoba (R)   | 56   | 42 | 22 | 12 | 8  | 75 | 46  | 29   |
| 5.º  | Villa Dálmine         | 56   | 42 | 25 | 6  | 11 | 72 | 51  | 21   |
| 6.º  | Dock Sud              | 54   | 42 | 20 | 14 | 8  | 76 | 42  | 34   |
| 7.º  | Sportivo Italiano     | 53   | 42 | 23 | 7  | 12 | 71 | 45  | 26   |
| 8.º  | Flandria              | 51   | 42 | 19 | 13 | 10 | 83 | 48  | 35   |
| 9.º  | Sarmiento de Junín    | 45   | 42 | 17 | 11 | 14 | 83 | 64  | 19   |
| 10.º | Brown de Adrogué      | 41   | 42 | 14 | 13 | 15 | 67 | 62  | 5    |
| 11.º | Argentino de Quilmes  | 41   | 42 | 16 | 9  | 17 | 70 | 70  | 0    |
| 12.º | El Porvenir           | 39   | 42 | 13 | 13 | 16 | 57 | 64  | −7   |
| 13.º | Fénix                 | 37   | 42 | 14 | 9  | 19 | 65 | 79  | −14  |
| 14.º | J.J. Urquiza          | 36   | 42 | 13 | 10 | 19 | 82 | 99  | −17  |
| 15.º | Luz y Fuerza          | 36   | 42 | 13 | 10 | 19 | 58 | 76  | −18  |
| 16.º | Colegiales            | 33   | 42 | 11 | 11 | 20 | 50 | 73  | −23  |
| 17.º | Deportivo Riestra     | 32   | 42 | 11 | 10 | 21 | 61 | 86  | −25  |
| 18.º | Ferrocarril Midland   | 30   | 42 | 11 | 8  | 23 | 55 | 91  | −36  |
| 19.º | Defensores Unidos     | 30   | 42 | 11 | 8  | 23 | 61 | 99  | −38  |
| 20.º | Liniers               | 28   | 42 | 7  | 14 | 21 | 57 | 78  | −21  |
| 21.º | Leandro N. Alem       | 28   | 42 | 10 | 8  | 24 | 65 | 87  | −22  |
| 22.º | Defensores de Almagro | 16   | 42 | 6  | 4  | 32 | 48 | 120 | −72  |

|  | Se consagró campeón y ascendió a la Primera B   |
|  | Ascendió a la Primera B como subcampeón         |
|  | Disputaron un desempate para evitar el descenso |
|  | Descendió a la Primera Aficionados              |

## Desempate por el descenso
| Leandro N. Alem                                                                  | 3 - 2 | Liniers | Francisco Urbano | 11 de diciembre |
| Leandro N. Alem mantuvo la categoría. Liniers descendió a la Primera Aficionados |       |         |                  |                 |

## Resultados
| Dock Sud              | 3 - 1 | Almagro              | De Los Inmigrantes   | 6 de marzo |
| Defensores de Almagro | 5 - 4 | Brown de Adrogué     | Juan Pasquale        | 6 de marzo |
| Tigre                 | 0 - 0 | Villa Dálmine        | Guido y Spano        | 6 de marzo |
| Colegiales            | 0 - 3 | Argentino de Rosario | Malaver y Posadas    | 6 de marzo |
| Luz y Fuerza          | 2 - 1 | Liniers              | Luz y Fuerza         | 6 de marzo |
| Central Córdoba (R)   | 1 - 1 | Fénix                | Gabino Sosa          | 6 de marzo |
| Defensores Unidos     | 1 - 2 | Argentino de Quilmes | Gigante de Villa Fox | 6 de marzo |
| Ferrocarril Midland   | 1 - 2 | Deportivo Riestra    | Leandro N. Alem      | 6 de marzo |
| J.J. Urquiza          | 3 - 5 | Sportivo Italiano    | Tres de Febrero      | 6 de marzo |
| Sarmiento de Junín    | 1 - 1 | Flandria             | Eva Perón            | 7 de marzo |
| Leandro N. Alem       | 3 - 4 | El Porvenir          | Leandro N. Alem      | 7 de marzo |

| J.J. Urquiza         | 2 - 1 | Dock Sud              | Tres de Febrero               | 13 de marzo |
| Sportivo Italiano    | 0 - 0 | Leandro N. Alem       | Estudiantes (BA)              | 13 de marzo |
| El Porvenir          | 2 - 1 | Ferrocarril Midland   | Timote y Castro               | 13 de marzo |
| Deportivo Riestra    | 3 - 1 | Defensores Unidos     | Riestra y Lacarra             | 13 de marzo |
| Argentino de Quilmes | 1 - 2 | Central Córdoba (R)   | Argentino de Quilmes          | 13 de marzo |
| Fénix                | 2 - 5 | Luz y Fuerza          | Malaver y Posadas             | 13 de marzo |
| Liniers              | 3 - 2 | Colegiales            | Luz y Fuerza                  | 13 de marzo |
| Argentino de Rosario | 1 - 1 | Tigre                 | José Martín Olaeta            | 13 de marzo |
| Villa Dálmine        | 2 - 1 | Defensores de Almagro | El Coliseo de Mitre y Puccini | 13 de marzo |
| Brown de Adrogué     | 2 - 2 | Sarmiento de Junín    | Brown de Adrogué              | 13 de marzo |
| Flandria             | 1 - 0 | Almagro               | Carlos V                      | 13 de marzo |

| Dock Sud              | 3 - 0 | Flandria             | De Los Inmigrantes   | 20 de marzo |
| Almagro               | 2 - 0 | Brown de Adrogué     | Tres de Febrero      | 20 de marzo |
| Defensores de Almagro | 0 - 2 | Argentino de Rosario | All Boys             | 20 de marzo |
| Tigre                 | 3 - 2 | Liniers              | Guido y Spano        | 20 de marzo |
| Colegiales            | 0 - 2 | Fénix                | Malaver y Posadas    | 20 de marzo |
| Luz y Fuerza          | 3 - 0 | Argentino de Quilmes | Luz y Fuerza         | 20 de marzo |
| Central Córdoba (R)   | 4 - 2 | Deportivo Riestra    | Gabino Sosa          | 20 de marzo |
| Defensores Unidos     | 3 - 3 | El Porvenir          | Gigante de Villa Fox | 20 de marzo |
| Ferrocarril Midland   | 1 - 5 | Sportivo Italiano    | Francisco Urbano     | 20 de marzo |
| Sarmiento de Junín    | 2 - 3 | Villa Dálmine        | Rivadavia de Lincoln | 21 de marzo |
| Leandro N. Alem       | 4 - 3 | J.J. Urquiza         | Leandro N. Alem      | 21 de marzo |

| J.J. Urquiza         | 5 - 4 | Ferrocarril Midland   | Tres de Febrero               | 27 de marzo |
| Sportivo Italiano    | 4 - 2 | Defensores Unidos     | Estudiantes (BA)              | 27 de marzo |
| El Porvenir          | 1 - 2 | Central Córdoba (R)   | Timote y Castro               | 27 de marzo |
| Deportivo Riestra    | 3 - 1 | Luz y Fuerza          | Isla Maciel                   | 27 de marzo |
| Argentino de Quilmes | 2 - 3 | Colegiales            | Guido y Sarmiento             | 27 de marzo |
| Fénix                | 1 - 2 | Tigre                 | Malaver y Posadas             | 27 de marzo |
| Liniers              | 8 - 2 | Defensores de Almagro | Luz y Fuerza                  | 27 de marzo |
| Argentino de Rosario | 2 - 3 | Sarmiento de Junín    | José Martín Olaeta            | 27 de marzo |
| Brown de Adrogué     | 2 - 2 | Flandria              | Brown de Adrogué              | 27 de marzo |
| Leandro N. Alem      | 1 - 5 | Dock Sud              | Leandro N. Alem               | 28 de marzo |
| Villa Dálmine        | 3 - 1 | Almagro               | El Coliseo de Mitre y Puccini | 28 de marzo |

| Dock Sud              | 1 - 0 | Brown de Adrogué     | De Los Inmigrantes   | 3 de abril |
| Flandria              | 0 - 2 | Villa Dálmine        | Carlos V             | 3 de abril |
| Almagro               | 1 - 2 | Argentino de Rosario | Tres de Febrero      | 3 de abril |
| Defensores de Almagro | 3 - 1 | Fénix                | All Boys             | 3 de abril |
| Tigre                 | 2 - 1 | Argentino de Quilmes | Guido y Spano        | 3 de abril |
| Colegiales            | 0 - 1 | Deportivo Riestra    | Malaver y Posadas    | 3 de abril |
| Luz y Fuerza          | 1 - 1 | El Porvenir          | Luz y Fuerza         | 3 de abril |
| Central Córdoba (R)   | 2 - 0 | Sportivo Italiano    | Gabino Sosa          | 3 de abril |
| Defensores Unidos     | 4 - 2 | J.J. Urquiza         | Gigante de Villa Fox | 3 de abril |
| Ferrocarril Midland   | 4 - 3 | Leandro N. Alem      | Ciudad de Libertad   | 3 de abril |
| Sarmiento de Junín    | 3 - 1 | Liniers              | Rivadavia de Lincoln | 4 de abril |

| Ferrocarril Midland  | 1 - 1 | Dock Sud              | Ciudad de Libertad            | 10 de abril |
| Leandro N. Alem      | 1 - 0 | Defensores Unidos     | Leandro N. Alem               | 10 de abril |
| J.J. Urquiza         | 2 - 2 | Central Córdoba (R)   | Tres de Febrero               | 10 de abril |
| Sportivo Italiano    | 1 - 0 | Luz y Fuerza          | Estudiantes (BA)              | 10 de abril |
| El Porvenir          | 0 - 2 | Colegiales            | De Los Inmigrantes            | 10 de abril |
| Deportivo Riestra    | 1 - 1 | Tigre                 | Riestra y Lacarra             | 10 de abril |
| Argentino de Quilmes | 3 - 1 | Defensores de Almagro | Argentino de Quilmes          | 10 de abril |
| Fénix                | 1 - 2 | Sarmiento de Junín    | Malaver y Posadas             | 10 de abril |
| Liniers              | 1 - 4 | Almagro               | Luz y Fuerza                  | 10 de abril |
| Argentino de Rosario | 4 - 3 | Flandria              | José Martín Olaeta            | 10 de abril |
| Villa Dálmine        | 1 - 0 | Brown de Adrogué      | El Coliseo de Mitre y Puccini | 10 de abril |

| Dock Sud              | 2 - 1 | Villa Dálmine        | De Los Inmigrantes   | 17 de abril |
| Brown de Adrogué      | 2 - 1 | Argentino de Rosario | Brown de Adrogué     | 17 de abril |
| Almagro               | 5 - 0 | Fénix                | Tres de Febrero      | 17 de abril |
| Sarmiento de Junín    | 1 - 1 | Argentino de Quilmes | Eva Perón            | 17 de abril |
| Defensores de Almagro | 3 - 1 | Deportivo Riestra    | All Boys             | 17 de abril |
| Tigre                 | 3 - 0 | El Porvenir          | Guido y Spano        | 17 de abril |
| Colegiales            | 0 - 2 | Sportivo Italiano    | Malaver y Posadas    | 17 de abril |
| Luz y Fuerza          | 1 - 4 | J.J. Urquiza         | Luz y Fuerza         | 17 de abril |
| Central Córdoba (R)   | 1 - 0 | Leandro N. Alem      | Gabino Sosa          | 17 de abril |
| Defensores Unidos     | 3 - 2 | Ferrocarril Midland  | Gigante de Villa Fox | 17 de abril |
| Flandria              | 4 - 0 | Liniers              | Carlos V             | 18 de abril |

| Defensores Unidos    | 3 - 3 | Dock Sud              | Gigante de Villa Fox | 24 de abril |
| Ferrocarril Midland  | 0 - 2 | Central Córdoba (R)   | Ciudad de Libertad   | 24 de abril |
| Leandro N. Alem      | 0 - 0 | Luz y Fuerza          | Leandro N. Alem      | 24 de abril |
| J.J. Urquiza         | 3 - 2 | Colegiales            | Tres de Febrero      | 24 de abril |
| Sportivo Italiano    | 2 - 1 | Tigre                 | Estudiantes (BA)     | 24 de abril |
| El Porvenir          | 1 - 1 | Defensores de Almagro | Enrique De Roberts   | 24 de abril |
| Deportivo Riestra    | 2 - 1 | Sarmiento de Junín    | Riestra y Lacarra    | 24 de abril |
| Argentino de Quilmes | 0 - 3 | Almagro               | Argentino de Quilmes | 24 de abril |
| Fénix                | 1 - 1 | Flandria              | Malaver y Posadas    | 24 de abril |
| Liniers              | 1 - 1 | Brown de Adrogué      | Luz y Fuerza         | 24 de abril |
| Argentino de Rosario | 2 - 1 | Villa Dálmine         | José Martín Olaeta   | 24 de abril |

| Dock Sud              | 4 - 1 | Argentino de Rosario | De Los Inmigrantes            | 8 de mayo  |
| Villa Dálmine         | 4 - 1 | Liniers              | El Coliseo de Mitre y Puccini | 8 de mayo  |
| Brown de Adrogué      | 3 - 1 | Fénix                | Brown de Adrogué              | 8 de mayo  |
| Flandria              | 7 - 3 | Argentino de Quilmes | Carlos V                      | 8 de mayo  |
| Almagro               | 1 - 0 | Deportivo Riestra    | Tres de Febrero               | 8 de mayo  |
| Defensores de Almagro | 3 - 2 | Sportivo Italiano    | All Boys                      | 8 de mayo  |
| Tigre                 | 1 - 0 | J.J. Urquiza         | Guido y Spano                 | 8 de mayo  |
| Colegiales            | 1 - 1 | Leandro N. Alem      | Malaver y Posadas             | 8 de mayo  |
| Central Córdoba (R)   | 3 - 1 | Defensores Unidos    | Gabino Sosa                   | 8 de mayo  |
| Sarmiento de Junín    | 2 - 2 | El Porvenir          | Eva Perón                     | 9 de mayo  |
| Luz y Fuerza          | 3 - 1 | Ferrocarril Midland  | Luz y Fuerza                  | 12 de mayo |

| Central Córdoba (R)  | 3 - 2 | Dock Sud              | Gabino Sosa          | 15 de mayo |
| Defensores Unidos    | 1 - 3 | Luz y Fuerza          | Gigante de Villa Fox | 15 de mayo |
| Ferrocarril Midland  | 1 - 1 | Colegiales            | Ciudad de Libertad   | 15 de mayo |
| J.J. Urquiza         | 2 - 2 | Defensores de Almagro | Tres de Febrero      | 15 de mayo |
| Sportivo Italiano    | 4 - 2 | Sarmiento de Junín    | Estudiantes (BA)     | 15 de mayo |
| El Porvenir          | 0 - 2 | Almagro               | Enrique De Roberts   | 15 de mayo |
| Deportivo Riestra    | 2 - 2 | Flandria              | Riestra y Lacarra    | 15 de mayo |
| Argentino de Quilmes | 1 - 1 | Brown de Adrogué      | Argentino de Quilmes | 15 de mayo |
| Fénix                | 0 - 2 | Villa Dálmine         | Malaver y Posadas    | 15 de mayo |
| Liniers              | 0 - 1 | Argentino de Rosario  | Luz y Fuerza         | 15 de mayo |
| Leandro N. Alem      | 0 - 2 | Tigre                 | Leandro N. Alem      | 16 de mayo |

| Dock Sud              | 2 - 0 | Liniers              | De Los Inmigrantes            | 29 de mayo |
| Argentino de Rosario  | 0 - 1 | Fénix                | José Martín Olaeta            | 29 de mayo |
| Villa Dálmine         | 1 - 2 | Argentino de Quilmes | El Coliseo de Mitre y Puccini | 29 de mayo |
| Almagro               | 1 - 0 | Sportivo Italiano    | Tres de Febrero               | 29 de mayo |
| Defensores de Almagro | 0 - 1 | Leandro N. Alem      | All Boys                      | 29 de mayo |
| Tigre                 | 5 - 0 | Ferrocarril Midland  | Guido y Spano                 | 29 de mayo |
| Colegiales            | 4 - 2 | Defensores Unidos    | Malaver y Posadas             | 29 de mayo |
| Luz y Fuerza          | 0 - 0 | Central Córdoba (R)  | Luz y Fuerza                  | 29 de mayo |
| Brown de Adrogué      | 1 - 2 | Deportivo Riestra    | Brown de Adrogué              | 29 de mayo |
| Flandria              | 2 - 0 | El Porvenir          | Carlos V                      | 30 de mayo |
| Sarmiento de Junín    | 6 - 2 | J.J. Urquiza         | Eva Perón                     | 30 de mayo |

| Luz y Fuerza         | 0 - 0 | Dock Sud              | Luz y Fuerza         | 12 de junio |
| Central Córdoba (R)  | 0 - 0 | Colegiales            | Gabino Sosa          | 12 de junio |
| Ferrocarril Midland  | 2 - 1 | Defensores de Almagro | Ciudad de Libertad   | 12 de junio |
| Leandro N. Alem      | 3 - 2 | Sarmiento de Junín    | Leandro N. Alem      | 12 de junio |
| J.J. Urquiza         | 1 - 3 | Almagro               | All Boys             | 12 de junio |
| Sportivo Italiano    | 0 - 0 | Flandria              | Estudiantes (BA)     | 12 de junio |
| El Porvenir          | 1 - 1 | Brown de Adrogué      | Enrique De Roberts   | 12 de junio |
| Deportivo Riestra    | 1 - 2 | Villa Dálmine         | Riestra y Lacarra    | 12 de junio |
| Argentino de Quilmes | 0 - 2 | Argentino de Rosario  | Argentino de Quilmes | 12 de junio |
| Fénix                | 2 - 0 | Liniers               | Malaver y Posadas    | 12 de junio |
| Defensores Unidos    | 1 - 0 | Tigre                 | Gigante de Villa Fox | 13 de junio |

| Dock Sud              | 0 - 0 | Fénix                | De Los Inmigrantes            | 19 de junio |
| Liniers               | 0 - 0 | Argentino de Quilmes | Fragata Presidente Sarmiento  | 19 de junio |
| Argentino de Rosario  | 3 - 1 | Deportivo Riestra    | José Martín Olaeta            | 19 de junio |
| Villa Dálmine         | 3 - 2 | El Porvenir          | El Coliseo de Mitre y Puccini | 19 de junio |
| Brown de Adrogué      | 2 - 4 | Sportivo Italiano    | Brown de Adrogué              | 19 de junio |
| Almagro               | 2 - 1 | Leandro N. Alem      | Tres de Febrero               | 19 de junio |
| Defensores de Almagro | 1 - 2 | Defensores Unidos    | Estudiantes (BA)              | 19 de junio |
| Tigre                 | 1 - 0 | Central Córdoba (R)  | Guido y Spano                 | 19 de junio |
| Colegiales            | 1 - 1 | Luz y Fuerza         | Malaver y Posadas             | 19 de junio |
| Flandria              | 2 - 0 | J.J. Urquiza         | Carlos V                      | 19 de junio |
| Sarmiento de Junín    | 1 - 2 | Ferrocarril Midland  | Eva Perón                     | 20 de junio |

| Colegiales           | 0 - 1 | Dock Sud              | Malaver y Posadas    | 26 de junio |
| Luz y Fuerza         | 2 - 1 | Tigre                 | Luz y Fuerza         | 26 de junio |
| Central Córdoba (R)  | 3 - 0 | Defensores de Almagro | Gabino Sosa          | 26 de junio |
| Defensores Unidos    | 2 - 3 | Sarmiento de Junín    | Gigante de Villa Fox | 26 de junio |
| Ferrocarril Midland  | 1 - 4 | Almagro               | Ciudad de Libertad   | 26 de junio |
| J.J. Urquiza         | 0 - 0 | Brown de Adrogué      | Tres de Febrero      | 26 de junio |
| Sportivo Italiano    | 2 - 0 | Villa Dálmine         | All Boys             | 26 de junio |
| El Porvenir          | 0 - 1 | Argentino de Rosario  | Enrique De Roberts   | 26 de junio |
| Deportivo Riestra    | 3 - 2 | Liniers               | Riestra y Lacarra    | 26 de junio |
| Argentino de Quilmes | 2 - 1 | Fénix                 | Argentino de Quilmes | 26 de junio |
| Leandro N. Alem      | 0 - 2 | Flandria              | Leandro N. Alem      | 27 de junio |

| Dock Sud              | 2 - 2 | Argentino de Quilmes | De Los Inmigrantes            | 3 de julio |
| Fénix                 | 2 - 2 | Deportivo Riestra    | Malaver y Posadas             | 3 de julio |
| Liniers               | 1 - 1 | El Porvenir          | Fragata Presidente Sarmiento  | 3 de julio |
| Argentino de Rosario  | 3 - 0 | Sportivo Italiano    | José Martín Olaeta            | 3 de julio |
| Villa Dálmine         | 1 - 0 | J.J. Urquiza         | El Coliseo de Mitre y Puccini | 3 de julio |
| Brown de Adrogué      | 1 - 3 | Leandro N. Alem      | Brown de Adrogué              | 3 de julio |
| Almagro               | 5 - 1 | Defensores Unidos    | Tres de Febrero               | 3 de julio |
| Defensores de Almagro | 3 - 0 | Luz y Fuerza         | All Boys                      | 3 de julio |
| Tigre                 | 4 - 1 | Colegiales           | Guido y Spano                 | 3 de julio |
| Sarmiento de Junín    | 1 - 1 | Central Córdoba (R)  | Eva Perón                     | 4 de julio |
| Flandria              | 2 - 0 | Ferrocarril Midland  | Carlos V                      | 7 de julio |

| Tigre               | 1 - 1 | Dock Sud              | Guido y Spano        | 10 de julio |
| Colegiales          | 3 - 1 | Defensores de Almagro | Malaver y Posadas    | 10 de julio |
| Luz y Fuerza        | 3 - 5 | Sarmiento de Junín    | Luz y Fuerza         | 10 de julio |
| Central Córdoba (R) | 0 - 0 | Almagro               | Gabino Sosa          | 10 de julio |
| Defensores Unidos   | 0 - 6 | Flandria              | Gigante de Villa Fox | 10 de julio |
| Ferrocarril Midland | 1 - 2 | Brown de Adrogué      | Ciudad de Libertad   | 10 de julio |
| Leandro N. Alem     | 0 - 1 | Villa Dálmine         | Leandro N. Alem      | 10 de julio |
| J.J. Urquiza        | 2 - 0 | Argentino de Rosario  | Tres de Febrero      | 10 de julio |
| Sportivo Italiano   | 1 - 0 | Liniers               | Estudiantes (BA)     | 10 de julio |
| El Porvenir         | 2 - 1 | Fénix                 | De Los Inmigrantes   | 10 de julio |
| Deportivo Riestra   | 1 - 0 | Argentino de Quilmes  | Riestra y Lacarra    | 10 de julio |

| Dock Sud              | 3 - 3 | Deportivo Riestra   | De Los Inmigrantes            | 17 de julio |
| Argentino de Quilmes  | 2 - 3 | El Porvenir         | Argentino de Quilmes          | 17 de julio |
| Fénix                 | 1 - 5 | Sportivo Italiano   | Malaver y Posadas             | 17 de julio |
| Liniers               | 2 - 2 | J.J. Urquiza        | Fragata Presidente Sarmiento  | 17 de julio |
| Argentino de Rosario  | 3 - 0 | Leandro N. Alem     | José Martín Olaeta            | 17 de julio |
| Villa Dálmine         | 3 - 2 | Ferrocarril Midland | El Coliseo de Mitre y Puccini | 17 de julio |
| Brown de Adrogué      | 2 - 2 | Defensores Unidos   | Brown de Adrogué              | 17 de julio |
| Almagro               | 7 - 0 | Luz y Fuerza        | Tres de Febrero               | 17 de julio |
| Defensores de Almagro | 0 - 2 | Tigre               | All Boys                      | 17 de julio |
| Flandria              | 2 - 2 | Central Córdoba (R) | Carlos V                      | 18 de julio |
| Sarmiento de Junín    | 6 - 0 | Colegiales          | Eva Perón                     | 18 de julio |

| Defensores de Almagro | 0 - 2 | Dock Sud             | All Boys             | 24 de julio |
| Tigre                 | 2 - 1 | Sarmiento de Junín   | Guido y Spano        | 24 de julio |
| Colegiales            | 2 - 2 | Almagro              | Malaver y Posadas    | 24 de julio |
| Central Córdoba (R)   | 3 - 4 | Brown de Adrogué     | Gabino Sosa          | 24 de julio |
| Defensores Unidos     | 1 - 3 | Villa Dálmine        | Gigante de Villa Fox | 24 de julio |
| Ferrocarril Midland   | 0 - 1 | Argentino de Rosario | Ciudad de Libertad   | 24 de julio |
| Leandro N. Alem       | 0 - 2 | Liniers              | Leandro N. Alem      | 24 de julio |
| J.J. Urquiza          | 3 - 6 | Fénix                | Tres de Febrero      | 24 de julio |
| Sportivo Italiano     | 1 - 1 | Argentino de Quilmes | Estudiantes (BA)     | 24 de julio |
| El Porvenir           | 0 - 0 | Deportivo Riestra    | Enrique De Roberts   | 24 de julio |
| Luz y Fuerza          | 1 - 4 | Flandria             | Guido y Spano        | 28 de julio |

| Dock Sud             | 1 - 1 | El Porvenir           | De Los Inmigrantes            | 31 de julio |
| Deportivo Riestra    | 1 - 1 | Sportivo Italiano     | Riestra y Lacarra             | 31 de julio |
| Argentino de Quilmes | 1 - 1 | J.J. Urquiza          | Argentino de Quilmes          | 31 de julio |
| Fénix                | 2 - 1 | Leandro N. Alem       | Malaver y Posadas             | 31 de julio |
| Liniers              | 0 - 2 | Ferrocarril Midland   | Fragata Presidente Sarmiento  | 31 de julio |
| Argentino de Rosario | 3 - 0 | Defensores Unidos     | José Martín Olaeta            | 31 de julio |
| Villa Dálmine        | 3 - 3 | Central Córdoba (R)   | El Coliseo de Mitre y Puccini | 31 de julio |
| Brown de Adrogué     | 1 - 1 | Luz y Fuerza          | Brown de Adrogué              | 31 de julio |
| Flandria             | 3 - 0 | Colegiales            | Carlos V                      | 31 de julio |
| Almagro              | 0 - 1 | Tigre                 | Tres de Febrero               | 31 de julio |
| Sarmiento de Junín   | 3 - 1 | Defensores de Almagro | Eva Perón                     | 1 de agosto |

| Defensores de Almagro | 1 - 3 | Almagro              | All Boys             | 7 de agosto |
| Tigre                 | 0 - 0 | Flandria             | Guido y Spano        | 7 de agosto |
| Colegiales            | 1 - 1 | Brown de Adrogué     | Malaver y Posadas    | 7 de agosto |
| Luz y Fuerza          | 1 - 2 | Villa Dálmine        | El Viaducto          | 7 de agosto |
| Central Córdoba (R)   | 1 - 0 | Argentino de Rosario | Gabino Sosa          | 7 de agosto |
| Defensores Unidos     | 0 - 0 | Liniers              | Gigante de Villa Fox | 7 de agosto |
| Ferrocarril Midland   | 3 - 0 | Fénix                | Ciudad de Libertad   | 7 de agosto |
| Leandro N. Alem       | 2 - 5 | Argentino de Quilmes | Leandro N. Alem      | 7 de agosto |
| J.J. Urquiza          | 2 - 4 | Deportivo Riestra    | Tres de Febrero      | 7 de agosto |
| Sportivo Italiano     | 0 - 1 | El Porvenir          | ACIR                 | 7 de agosto |
| Sarmiento de Junín    | 4 - 0 | Dock Sud             | Eva Perón            | 8 de agosto |

| Dock Sud             | 2 - 0 | Sportivo Italiano     | De Los Inmigrantes            | 14 de agosto |
| El Porvenir          | 2 - 2 | J.J. Urquiza          | Timote y Castro               | 14 de agosto |
| Deportivo Riestra    | 3 - 3 | Leandro N. Alem       | Riestra y Lacarra             | 14 de agosto |
| Argentino de Quilmes | 2 - 0 | Ferrocarril Midland   | Argentino de Quilmes          | 14 de agosto |
| Fénix                | 2 - 0 | Defensores Unidos     | Malaver y Posadas             | 14 de agosto |
| Liniers              | 0 - 1 | Central Córdoba (R)   | Fragata Presidente Sarmiento  | 14 de agosto |
| Argentino de Rosario | 0 - 2 | Luz y Fuerza          | José Martín Olaeta            | 14 de agosto |
| Villa Dálmine        | 1 - 0 | Colegiales            | El Coliseo de Mitre y Puccini | 14 de agosto |
| Brown de Adrogué     | 3 - 0 | Tigre                 | Brown de Adrogué              | 14 de agosto |
| Almagro              | 2 - 0 | Sarmiento de Junín    | Tres de Febrero               | 14 de agosto |
| Flandria             | 5 - 2 | Defensores de Almagro | Carlos V                      | 15 de agosto |

| Almagro              | 1 - 0 | Dock Sud              | Tres de Febrero               | 21 de agosto |
| Brown de Adrogué     | 3 - 1 | Defensores de Almagro | Brown de Adrogué              | 21 de agosto |
| Argentino de Rosario | 3 - 1 | Colegiales            | José Martín Olaeta            | 21 de agosto |
| Liniers              | 1 - 1 | Luz y Fuerza          | Fragata Presidente Sarmiento  | 21 de agosto |
| Fénix                | 2 - 3 | Central Córdoba (R)   | Malaver y Posadas             | 21 de agosto |
| Argentino de Quilmes | 4 - 0 | Defensores Unidos     | Argentino de Quilmes          | 21 de agosto |
| Deportivo Riestra    | 2 - 2 | Ferrocarril Midland   | Riestra y Lacarra             | 21 de agosto |
| El Porvenir          | 2 - 1 | Leandro N. Alem       | Enrique De Roberts            | 21 de agosto |
| Sportivo Italiano    | 3 - 0 | J.J. Urquiza          | ACIR                          | 21 de agosto |
| Flandria             | 0 - 0 | Sarmiento de Junín    | Carlos V                      | 22 de agosto |
| Villa Dálmine        | 1 - 2 | Tigre                 | El Coliseo de Mitre y Puccini | 22 de agosto |

| Dock Sud              | 1 - 0 | J.J. Urquiza         | De Los Inmigrantes   | 28 de agosto |
| Ferrocarril Midland   | 1 - 1 | El Porvenir          | Ciudad de Libertad   | 28 de agosto |
| Defensores Unidos     | 1 - 0 | Deportivo Riestra    | Gigante de Villa Fox | 28 de agosto |
| Central Córdoba (R)   | 1 - 0 | Argentino de Quilmes | Gabino Sosa          | 28 de agosto |
| Luz y Fuerza          | 1 - 1 | Fénix                | Luz y Fuerza         | 28 de agosto |
| Colegiales            | 3 - 0 | Liniers              | Malaver y Posadas    | 28 de agosto |
| Tigre                 | 1 - 1 | Argentino de Rosario | Guido y Spano        | 28 de agosto |
| Defensores de Almagro | 1 - 2 | Villa Dálmine        | All Boys             | 28 de agosto |
| Almagro               | 1 - 1 | Flandria             | Tres de Febrero      | 28 de agosto |
| Leandro N. Alem       | 1 - 3 | Sportivo Italiano    | Leandro N. Alem      | 29 de agosto |
| Sarmiento de Junín    | 2 - 0 | Brown de Adrogué     | Eva Perón            | 29 de agosto |

| Flandria             | 1 - 2 | Dock Sud              | Carlos V                      | 1 de septiembre |
| Brown de Adrogué     | 2 - 1 | Almagro               | Brown de Adrogué              | 1 de septiembre |
| Villa Dálmine        | 1 - 0 | Sarmiento de Junín    | El Coliseo de Mitre y Puccini | 1 de septiembre |
| Argentino de Rosario | 3 - 1 | Defensores de Almagro | José Martín Olaeta            | 1 de septiembre |
| Liniers              | 2 - 2 | Tigre                 | Fragata Presidente Sarmiento  | 1 de septiembre |
| Fénix                | 1 - 3 | Colegiales            | Malaver y Posadas             | 1 de septiembre |
| Argentino de Quilmes | 3 - 1 | Luz y Fuerza          | Argentino de Quilmes          | 1 de septiembre |
| Deportivo Riestra    | 2 - 1 | Central Córdoba (R)   | Riestra y Lacarra             | 1 de septiembre |
| El Porvenir          | 5 - 2 | Defensores Unidos     | Enrique De Roberts            | 1 de septiembre |
| Sportivo Italiano    | 2 - 1 | Ferrocarril Midland   | ACIR                          | 1 de septiembre |
| J.J. Urquiza         | 3 - 3 | Leandro N. Alem       | Tres de Febrero               | 1 de septiembre |

| Dock Sud              | 0 - 1 | Leandro N. Alem      | De Los Inmigrantes   | 4 de septiembre |
| Ferrocarril Midland   | 1 - 4 | J.J. Urquiza         | Ciudad de Libertad   | 4 de septiembre |
| Defensores Unidos     | 1 - 0 | Sportivo Italiano    | Gigante de Villa Fox | 4 de septiembre |
| Central Córdoba (R)   | 3 - 1 | El Porvenir          | Gabino Sosa          | 4 de septiembre |
| Luz y Fuerza          | 2 - 1 | Deportivo Riestra    | Luz y Fuerza         | 4 de septiembre |
| Colegiales            | 1 - 1 | Argentino de Quilmes | Malaver y Posadas    | 4 de septiembre |
| Tigre                 | 2 - 1 | Fénix                | Guido y Spano        | 4 de septiembre |
| Defensores de Almagro | 1 - 1 | Liniers              | All Boys             | 4 de septiembre |
| Sarmiento de Junín    | 3 - 1 | Argentino de Rosario | Eva Perón            | 4 de septiembre |
| Almagro               | 2 - 1 | Villa Dálmine        | Tres de Febrero      | 4 de septiembre |
| Flandria              | 1 - 0 | Brown de Adrogué     | Carlos V             | 4 de septiembre |

| Leandro N. Alem      | 0 - 1 | Ferrocarril Midland   | Leandro N. Alem               | 12 de septiembre |
| Brown de Adrogué     | 2 - 1 | Dock Sud              | Brown de Adrogué              | 25 de septiembre |
| Villa Dálmine        | 1 - 0 | Flandria              | El Coliseo de Mitre y Puccini | 25 de septiembre |
| Argentino de Rosario | 1 - 1 | Almagro               | José Martín Olaeta            | 25 de septiembre |
| Liniers              | 3 - 3 | Sarmiento de Junín    | Fragata Presidente Sarmiento  | 25 de septiembre |
| Fénix                | 4 - 1 | Defensores de Almagro | Malaver y Posadas             | 25 de septiembre |
| Argentino de Quilmes | 5 - 3 | Tigre                 | Argentino de Quilmes          | 25 de septiembre |
| Deportivo Riestra    | 1 - 1 | Colegiales            | Riestra y Lacarra             | 25 de septiembre |
| El Porvenir          | 2 - 3 | Luz y Fuerza          | Enrique De Roberts            | 25 de septiembre |
| Sportivo Italiano    | 2 - 2 | Central Córdoba (R)   | ACIR                          | 25 de septiembre |
| J.J. Urquiza         | 4 - 2 | Defensores Unidos     | Tres de Febrero               | 25 de septiembre |

| Dock Sud              | 5 - 0 | Ferrocarril Midland  | De Los Inmigrantes   | 2 de octubre |
| Defensores Unidos     | 2 - 7 | Leandro N. Alem      | Gigante de Villa Fox | 2 de octubre |
| Central Córdoba (R)   | 4 - 0 | J.J. Urquiza         | Gabino Sosa          | 2 de octubre |
| Colegiales            | 0 - 1 | El Porvenir          | Malaver y Posadas    | 2 de octubre |
| Tigre                 | 1 - 0 | Deportivo Riestra    | Guido y Spano        | 2 de octubre |
| Defensores de Almagro | 0 - 1 | Argentino de Quilmes | All Boys             | 2 de octubre |
| Almagro               | 2 - 1 | Liniers              | Tres de Febrero      | 2 de octubre |
| Brown de Adrogué      | 1 - 0 | Villa Dálmine        | Brown de Adrogué     | 2 de octubre |
| Luz y Fuerza          | 2 - 1 | Sportivo Italiano    | Luz y Fuerza         | 2 de octubre |
| Sarmiento de Junín    | 2 - 2 | Fénix                | Eva Perón            | 3 de octubre |
| Flandria              | 4 - 1 | Argentino de Rosario | Carlos V             | 3 de octubre |

| Villa Dálmine        | 0 - 0 | Dock Sud              | El Coliseo de Mitre y Puccini | 10 de octubre |
| Argentino de Rosario | 1 - 0 | Brown de Adrogué      | José Martín Olaeta            | 10 de octubre |
| Liniers              | 3 - 3 | Flandria              | Fragata Presidente Sarmiento  | 10 de octubre |
| Fénix                | 2 - 3 | Almagro               | Malaver y Posadas             | 10 de octubre |
| Argentino de Quilmes | 3 - 1 | Sarmiento de Junín    | Argentino de Quilmes          | 10 de octubre |
| Deportivo Riestra    | 3 - 1 | Defensores de Almagro | Riestra y Lacarra             | 10 de octubre |
| El Porvenir          | 0 - 1 | Tigre                 | Enrique De Roberts            | 10 de octubre |
| Sportivo Italiano    | 2 - 1 | Colegiales            | ACIR                          | 10 de octubre |
| J.J. Urquiza         | 1 - 3 | Luz y Fuerza          | Tres de Febrero               | 10 de octubre |
| Ferrocarril Midland  | 4 - 2 | Defensores Unidos     | Ciudad de Libertad            | 10 de octubre |
| Leandro N. Alem      | 2 - 2 | Central Córdoba (R)   | Leandro N. Alem               | 10 de octubre |

| Flandria              | 2 - 2 | Fénix                | Carlos V                      | 12 de octubre |
| Sarmiento de Junín    | 2 - 0 | Deportivo Riestra    | Eva Perón                     | 12 de octubre |
| Dock Sud              | 2 - 2 | Defensores Unidos    | De Los Inmigrantes            | 13 de octubre |
| Central Córdoba (R)   | 5 - 0 | Ferrocarril Midland  | Gabino Sosa                   | 13 de octubre |
| Luz y Fuerza          | 1 - 1 | Leandro N. Alem      | Luz y Fuerza                  | 13 de octubre |
| Colegiales            | 1 - 3 | J.J. Urquiza         | Malaver y Posadas             | 13 de octubre |
| Tigre                 | 1 - 0 | Sportivo Italiano    | Guido y Spano                 | 13 de octubre |
| Defensores de Almagro | 0 - 1 | El Porvenir          | All Boys                      | 13 de octubre |
| Almagro               | 3 - 0 | Argentino de Quilmes | Tres de Febrero               | 13 de octubre |
| Brown de Adrogué      | 2 - 2 | Liniers              | Brown de Adrogué              | 13 de octubre |
| Villa Dálmine         | 2 - 2 | Argentino de Rosario | El Coliseo de Mitre y Puccini | 13 de octubre |

| Argentino de Rosario | 2 - 1 | Dock Sud              | José Martín Olaeta           | 16 de octubre |
| Liniers              | 3 - 0 | Villa Dálmine         | Fragata Presidente Sarmiento | 16 de octubre |
| Fénix                | 2 - 1 | Brown de Adrogué      | Malaver y Posadas            | 16 de octubre |
| Argentino de Quilmes | 1 - 0 | Flandria              | Argentino de Quilmes         | 16 de octubre |
| Deportivo Riestra    | 1 - 2 | Almagro               | Riestra y Lacarra            | 16 de octubre |
| El Porvenir          | 1 - 0 | Sarmiento de Junín    | Enrique De Roberts           | 16 de octubre |
| Sportivo Italiano    | 4 - 0 | Defensores de Almagro | Estudiantes (BA)             | 16 de octubre |
| J.J. Urquiza         | 0 - 1 | Tigre                 | Tres de Febrero              | 16 de octubre |
| Ferrocarril Midland  | 2 - 1 | Luz y Fuerza          | Ciudad de Libertad           | 16 de octubre |
| Defensores Unidos    | 2 - 1 | Central Córdoba (R)   | Gigante de Villa Fox         | 16 de octubre |
| Leandro N. Alem      | 1 - 2 | Colegiales            | Leandro N. Alem              | 17 de octubre |

| Dock Sud              | 0 - 0 | Central Córdoba (R)  | De Los Inmigrantes            | 23 de octubre |
| Luz y Fuerza          | 2 - 1 | Defensores Unidos    | Luz y Fuerza                  | 23 de octubre |
| Colegiales            | 4 - 1 | Ferrocarril Midland  | Malaver y Posadas             | 23 de octubre |
| Tigre                 | 4 - 0 | Leandro N. Alem      | Guido y Spano                 | 23 de octubre |
| Defensores de Almagro | 2 - 3 | J.J. Urquiza         | All Boys                      | 23 de octubre |
| Sarmiento de Junín    | 2 - 0 | Sportivo Italiano    | Eva Perón                     | 23 de octubre |
| Almagro               | 1 - 0 | El Porvenir          | Tres de Febrero               | 23 de octubre |
| Brown de Adrogué      | 3 - 0 | Argentino de Quilmes | Brown de Adrogué              | 23 de octubre |
| Villa Dálmine         | 4 - 0 | Fénix                | El Coliseo de Mitre y Puccini | 23 de octubre |
| Flandria              | 6 - 2 | Deportivo Riestra    | Carlos V                      | 24 de octubre |
| Argentino de Rosario  | 1 - 0 | Liniers              | José Martín Olaeta            | 24 de octubre |

| Liniers              | 1 - 2 | Dock Sud              | Fragata Presidente Sarmiento | 27 de octubre |
| Fénix                | 2 - 2 | Argentino de Rosario  | Malaver y Posadas            | 27 de octubre |
| Argentino de Quilmes | 4 - 1 | Villa Dálmine         | Argentino de Quilmes         | 27 de octubre |
| El Porvenir          | 3 - 1 | Flandria              | Enrique De Roberts           | 27 de octubre |
| Sportivo Italiano    | 1 - 1 | Almagro               | Estudiantes (BA)             | 27 de octubre |
| J.J. Urquiza         | 1 - 1 | Sarmiento de Junín    | Tres de Febrero              | 27 de octubre |
| Leandro N. Alem      | 8 - 0 | Defensores de Almagro | Leandro N. Alem              | 27 de octubre |
| Ferrocarril Midland  | 0 - 0 | Tigre                 | Ciudad de Libertad           | 27 de octubre |
| Defensores Unidos    | 2 - 0 | Colegiales            | Gigante de Villa Fox         | 27 de octubre |
| Central Córdoba (R)  | 1 - 0 | Luz y Fuerza          | Gabino Sosa                  | 27 de octubre |
| Deportivo Riestra    | 0 - 4 | Brown de Adrogué      | Riestra y Lacarra            | 27 de octubre |

| Dock Sud              | 2 - 2 | Luz y Fuerza         | De Los Inmigrantes            | 30 de octubre |
| Colegiales            | 0 - 3 | Central Córdoba (R)  | Malaver y Posadas             | 30 de octubre |
| Tigre                 | 2 - 0 | Defensores Unidos    | Guido y Spano                 | 30 de octubre |
| Defensores de Almagro | 2 - 3 | Ferrocarril Midland  | All Boys                      | 30 de octubre |
| Sarmiento de Junín    | 2 - 1 | Leandro N. Alem      | Eva Perón                     | 30 de octubre |
| Almagro               | 4 - 2 | J.J. Urquiza         | Tres de Febrero               | 30 de octubre |
| Brown de Adrogué      | 1 - 0 | El Porvenir          | Brown de Adrogué              | 30 de octubre |
| Villa Dálmine         | 4 - 2 | Deportivo Riestra    | El Coliseo de Mitre y Puccini | 30 de octubre |
| Argentino de Rosario  | 1 - 1 | Argentino de Quilmes | José Martín Olaeta            | 30 de octubre |
| Liniers               | 1 - 4 | Fénix                | Fragata Presidente Sarmiento  | 30 de octubre |
| Flandria              | 1 - 0 | Sportivo Italiano    | Carlos V                      | 31 de octubre |

| Fénix                | 0 - 2 | Dock Sud              | Malaver y Posadas    | 3 de noviembre |
| Argentino de Quilmes | 2 - 0 | Liniers               | Argentino de Quilmes | 3 de noviembre |
| Deportivo Riestra    | 1 - 3 | Argentino de Rosario  | Riestra y Lacarra    | 3 de noviembre |
| El Porvenir          | 0 - 0 | Villa Dálmine         | Enrique De Roberts   | 3 de noviembre |
| Sportivo Italiano    | 2 - 1 | Brown de Adrogué      | Estudiantes (BA)     | 3 de noviembre |
| J.J. Urquiza         | 2 - 0 | Flandria              | Tres de Febrero      | 3 de noviembre |
| Leandro N. Alem      | 0 - 1 | Almagro               | Leandro N. Alem      | 3 de noviembre |
| Ferrocarril Midland  | 1 - 1 | Sarmiento de Junín    | Ciudad de Libertad   | 3 de noviembre |
| Defensores Unidos    | 5 - 0 | Defensores de Almagro | Gigante de Villa Fox | 3 de noviembre |
| Central Córdoba (R)  | 0 - 3 | Tigre                 | Gabino Sosa          | 3 de noviembre |
| Luz y Fuerza         | 0 - 1 | Colegiales            | Luz y Fuerza         | 3 de noviembre |

| Dock Sud              | 2 - 0 | Colegiales           | De Los Inmigrantes            | 6 de noviembre |
| Tigre                 | 1 - 0 | Luz y Fuerza         | Guido y Spano                 | 6 de noviembre |
| Defensores de Almagro | 0 - 3 | Central Córdoba (R)  | All Boys                      | 6 de noviembre |
| Sarmiento de Junín    | 1 - 1 | Defensores Unidos    | Eva Perón                     | 6 de noviembre |
| Almagro               | 4 - 0 | Ferrocarril Midland  | Tres de Febrero               | 6 de noviembre |
| Flandria              | 3 - 0 | Leandro N. Alem      | Carlos V                      | 6 de noviembre |
| Brown de Adrogué      | 4 - 4 | J.J. Urquiza         | Brown de Adrogué              | 6 de noviembre |
| Villa Dálmine         | 1 - 0 | Sportivo Italiano    | El Coliseo de Mitre y Puccini | 6 de noviembre |
| Argentino de Rosario  | 2 - 0 | El Porvenir          | José Martín Olaeta            | 6 de noviembre |
| Liniers               | 2 - 0 | Deportivo Riestra    | Fragata Presidente Sarmiento  | 6 de noviembre |
| Fénix                 | 1 - 0 | Argentino de Quilmes | Malaver y Posadas             | 6 de noviembre |

| Argentino de Quilmes | 1 - 3 | Dock Sud              | Argentino de Quilmes | 13 de noviembre |
| Deportivo Riestra    | 2 - 4 | Fénix                 | Riestra y Lacarra    | 13 de noviembre |
| El Porvenir          | 1 - 1 | Liniers               | Enrique De Roberts   | 13 de noviembre |
| Sportivo Italiano    | 2 - 1 | Argentino de Rosario  | Estudiantes (BA)     | 13 de noviembre |
| J.J. Urquiza         | 3 - 5 | Villa Dálmine         | Tres de Febrero      | 13 de noviembre |
| Ferrocarril Midland  | 1 - 2 | Flandria              | Ciudad de Libertad   | 13 de noviembre |
| Defensores Unidos    | 1 - 4 | Almagro               | Gigante de Villa Fox | 13 de noviembre |
| Central Córdoba (R)  | 2 - 0 | Sarmiento de Junín    | Gabino Sosa          | 13 de noviembre |
| Luz y Fuerza         | 2 - 3 | Defensores de Almagro | Luz y Fuerza         | 13 de noviembre |
| Colegiales           | 3 - 2 | Tigre                 | Malaver y Posadas    | 13 de noviembre |
| Leandro N. Alem      | 2 - 1 | Brown de Adrogué      | Leandro N. Alem      | 14 de noviembre |

| Dock Sud              | 0 - 0 | Tigre               | De Los Inmigrantes            | 17 de noviembre |
| Defensores de Almagro | 1 - 1 | Colegiales          | All Boys                      | 17 de noviembre |
| Sarmiento de Junín    | 3 - 0 | Luz y Fuerza        | Eva Perón                     | 17 de noviembre |
| Almagro               | 3 - 1 | Central Córdoba (R) | Tres de Febrero               | 17 de noviembre |
| Flandria              | 0 - 0 | Defensores Unidos   | Carlos V                      | 17 de noviembre |
| Brown de Adrogué      | 0 - 0 | Ferrocarril Midland | Brown de Adrogué              | 17 de noviembre |
| Villa Dálmine         | 4 - 1 | Leandro N. Alem     | El Coliseo de Mitre y Puccini | 17 de noviembre |
| Argentino de Rosario  | 4 - 1 | J.J. Urquiza        | José Martín Olaeta            | 17 de noviembre |
| Liniers               | 1 - 3 | Sportivo Italiano   | Fragata Presidente Sarmiento  | 17 de noviembre |
| Fénix                 | 3 - 2 | El Porvenir         | Malaver y Posadas             | 17 de noviembre |
| Argentino de Quilmes  | 3 - 1 | Deportivo Riestra   | Argentino de Quilmes          | 17 de noviembre |

| Deportivo Riestra   | 1 - 4 | Dock Sud              | Riestra y Lacarra    | 20 de noviembre |
| El Porvenir         | 3 - 0 | Argentino de Quilmes  | Enrique De Roberts   | 20 de noviembre |
| Sportivo Italiano   | 1 - 0 | Fénix                 | Estudiantes (BA)     | 20 de noviembre |
| J.J. Urquiza        | 2 - 1 | Liniers               | Tres de Febrero      | 20 de noviembre |
| Leandro N. Alem     | 1 - 3 | Argentino de Rosario  | Leandro N. Alem      | 20 de noviembre |
| Ferrocarril Midland | 1 - 2 | Villa Dálmine         | Ciudad de Libertad   | 20 de noviembre |
| Defensores Unidos   | 3 - 1 | Brown de Adrogué      | Gigante de Villa Fox | 20 de noviembre |
| Central Córdoba (R) | 2 - 1 | Flandria              | Gabino Sosa          | 20 de noviembre |
| Luz y Fuerza        | 0 - 2 | Almagro               | Luz y Fuerza         | 20 de noviembre |
| Colegiales          | 2 - 1 | Sarmiento de Junín    | Malaver y Posadas    | 20 de noviembre |
| Tigre               | 3 - 0 | Defensores de Almagro | Guido y Spano        | 20 de noviembre |

| Dock Sud             | 6 - 0 | Defensores de Almagro | De Los Inmigrantes            | 24 de noviembre |
| Sarmiento de Junín   | 1 - 0 | Tigre                 | Eva Perón                     | 24 de noviembre |
| Almagro              | 4 - 1 | Colegiales            | Tres de Febrero               | 24 de noviembre |
| Flandria             | 3 - 2 | Luz y Fuerza          | Carlos V                      | 24 de noviembre |
| Brown de Adrogué     | 3 - 0 | Central Córdoba (R)   | Brown de Adrogué              | 24 de noviembre |
| Villa Dálmine        | 1 - 2 | Defensores Unidos     | El Coliseo de Mitre y Puccini | 24 de noviembre |
| Argentino de Rosario | 4 - 1 | Ferrocarril Midland   | José Martín Olaeta            | 24 de noviembre |
| Liniers              | 3 - 2 | Leandro N. Alem       | Fragata Presidente Sarmiento  | 24 de noviembre |
| Fénix                | 2 - 1 | J.J. Urquiza          | Malaver y Posadas             | 24 de noviembre |
| Argentino de Quilmes | 1 - 2 | Sportivo Italiano     | Argentino de Quilmes          | 24 de noviembre |
| Deportivo Riestra    | 3 - 4 | El Porvenir           | Olavarría y Luna              | 24 de noviembre |

| El Porvenir           | 2 - 2 | Dock Sud             | Enrique De Roberts   | 27 de noviembre |
| Sportivo Italiano     | 0 - 0 | Deportivo Riestra    | Estudiantes (BA)     | 27 de noviembre |
| J.J. Urquiza          | 3 - 3 | Argentino de Quilmes | Tres de Febrero      | 27 de noviembre |
| Leandro N. Alem       | 1 - 1 | Fénix                | Leandro N. Alem      | 27 de noviembre |
| Ferrocarril Midland   | 1 - 1 | Liniers              | Brown de Adrogué     | 27 de noviembre |
| Defensores Unidos     | 0 - 0 | Argentino de Rosario | Gigante de Villa Fox | 27 de noviembre |
| Central Córdoba (R)   | 3 - 1 | Villa Dálmine        | Gabino Sosa          | 27 de noviembre |
| Luz y Fuerza          | 2 - 0 | Brown de Adrogué     | Luz y Fuerza         | 27 de noviembre |
| Colegiales            | 0 - 0 | Flandria             | Malaver y Posadas    | 27 de noviembre |
| Tigre                 | 2 - 1 | Almagro              | Guido y Spano        | 27 de noviembre |
| Defensores de Almagro | 1 - 5 | Sarmiento de Junín   | All Boys             | 27 de noviembre |

| Dock Sud             | 2 - 1 | Sarmiento de Junín    | De Los Inmigrantes            | 1 de diciembre |
| Almagro              | 2 - 1 | Defensores de Almagro | Tres de Febrero               | 1 de diciembre |
| Flandria             | 0 - 1 | Tigre                 | Carlos V                      | 1 de diciembre |
| Brown de Adrogué     | 4 - 2 | Colegiales            | Brown de Adrogué              | 1 de diciembre |
| Villa Dálmine        | 2 - 1 | Luz y Fuerza          | El Coliseo de Mitre y Puccini | 1 de diciembre |
| Argentino de Rosario | 2 - 1 | Central Córdoba (R)   | Gabino Sosa                   | 1 de diciembre |
| Liniers              | 4 - 2 | Defensores Unidos     | Fragata Presidente Sarmiento  | 1 de diciembre |
| Fénix                | 1 - 3 | Ferrocarril Midland   | Malaver y Posadas             | 1 de diciembre |
| Argentino de Quilmes | 6 - 2 | Leandro N. Alem       | Argentino de Quilmes          | 1 de diciembre |
| El Porvenir          | 1 - 3 | Sportivo Italiano     | Enrique De Roberts            | 1 de diciembre |
| Deportivo Riestra    | 1 - 2 | J.J. Urquiza          | Olavarría y Luna              | 1 de diciembre |

| Sportivo Italiano     | 1 - 0 | Dock Sud             | Estudiantes (BA)     | 4 de diciembre |
| J.J. Urquiza          | 2 - 0 | El Porvenir          | General Lamadrid     | 4 de diciembre |
| Leandro N. Alem       | 3 - 0 | Deportivo Riestra    | Leandro N. Alem      | 4 de diciembre |
| Ferrocarril Midland   | 2 - 0 | Argentino de Quilmes | Ciudad de Libertad   | 4 de diciembre |
| Defensores Unidos     | 0 - 2 | Fénix                | Gigante de Villa Fox | 4 de diciembre |
| Central Córdoba (R)   | 1 - 1 | Liniers              | Gabino Sosa          | 4 de diciembre |
| Luz y Fuerza          | 2 - 6 | Argentino de Rosario | Luz y Fuerza         | 4 de diciembre |
| Colegiales            | 0 - 0 | Villa Dálmine        | Malaver y Posadas    | 4 de diciembre |
| Tigre                 | 1 - 1 | Brown de Adrogué     | Guido y Spano        | 4 de diciembre |
| Defensores de Almagro | 1 - 5 | Flandria             | All Boys             | 4 de diciembre |
| Sarmiento de Junín    | 1 - 5 | Almagro              | Eva Perón            | 4 de diciembre |

| Leandro N. Alem | 3 - 2 | Liniers | Francisco Urbano | 11 de diciembre |

## Goleadores[6]
| Pos. | Jugador              | Jugador                 | Goles | Equipo            |
| ---- | -------------------- | ----------------------- | ----- | ----------------- |
| 1    | Bandera de Argentina | Hugo Lizarraga          | 29    | Almagro           |
| 2    | Bandera de Argentina | Isidoro Fortunato Leiva | 28    | Dock Sud          |
| 3    | Bandera de Argentina | Miguel Ángel Gómez      | 25    | Tigre             |
| 4    | Bandera de Argentina | Horacio Rodríguez       | 24    | Sarmiento (J)     |
| 5    | Bandera de Argentina | Enrique Massei          | 22    | Sportivo Italiano |
| 6    | Bandera de Argentina | Armando José Gigliotti  | 20    | Liniers           |